# Бороздиновская
Борозди́новская (чечен. Бороздиновски) — станица в Шелковском районе Чеченской Республики.
Административный центр и единственный населённый пункт Бороздиновского сельского поселения.

## Географическое положение
Станица расположена на левом берегу реки Терек к северо-востоку от районного центра станицы Шелковской, на автомобильной дороге Р262 Ставрополь—Крайновка (участок Червлённая—Кизляр). Западнее и севернее станицы проходит железнодорожная линия Северо-Кавказской железной дороги (юго-западнее расположен разъезд Бороздиновский).
Ближайшие населённые пункты: на северо-востоке — сёла Новомонастырское, Краснооктябрьское и город Кизляр (Дагестан), на северо-западе — село Сары-Су и село Новокрестьяновское (Дагестан), на юго-востоке — село Рыбалко (Дагестан), на юго-западе — станица Дубовская, на юге — село Заречное (Дагестан).
Восточнее станицы расположен Бороздинский оросительный канал (берёт начало южнее, из Дельтового канала, который, в свою очередь, является одним из рукавов Терека), далее, у Кизляра — Копайский гидроузел на реке Таловка (также ответвление Дельтового канала). За Копайским гидроузлом русло Таловки распадается на три рукава — собственно река Таловка, река Прорва (или Бороздинская Прорва) и протока к основному руслу рукава Старый Терек (Старый Терек, как и Таловка, берёт начало из Дельтового канала). Северо-восточнее станицы, у шоссе на Кизляр, расположен памятник природы Бороздиновские сосны, имеющий статус особо охраняемой природной территории республиканского значения.

## История
Станица основана в 1736 году, после Гянджинского договора с Персией, по которому граница Российской империи отодвигалась на Терек. Из уцелевших донских казаков после переселения их с Аграхани было образовано Терско-Семейное казачье войско, и были основаны три новые станицы  - Бороздиновская, Дубовская и Каргалинская - для охраны участка кордонной линии от Кизляра до постов станицы Курдюковской. Название объясняется тем, что в месте основания станицы располагалась длинная лощина ("борозда") с зарослями тутовых деревьев. Станица входила в Кизлярский отдел Терской области.
По некоторым данным, на 1911 год количество казачьих дворов в станице было равно 193, иногородних — 3. Всего было 1039 жителей. У станицы было 9 хуторов (1 общественный — 3 двора, и 8 частных — 23 двора).
В 1920—1921 годах Терская область была расформирована, и Бороздиновская некоторое время находилась в составе Терской губернии РСФСР.
С 1922 по 1937 год станица, как и вся территория нынешнего Шелковского района, входила в состав Дагестанской Автономной Советской Социалистической Республики, а с 1938 года — в состав Ставропольского края (тогда носившего название Орджоникидзевского).
22 марта 1944 года Указом Президиума Верховного Совета СССР территория нынешнего Шелковского района (и, соответственно, станица Бороздиновская) была присоединена к создаваемой Грозненской области.
В 1944 году в Бороздиновской была расселена часть аварцев из упраздненного горного Цунтинского района Дагестана.
27 марта 1946 года Указом Президиума Верховного Совета РСФСР был создан Каргалинский район (в составе Грозненской области), куда и перешёл сельский совет станицы.
В 1957 году в связи с восстановлением Чечено-Ингушской АССР Грозненская область была упразднена и станица, тогда ещё в составе Каргалинского района, впоследствии упразднённого, стала подчиняться Совету министров ЧИАССР. Тогда же, по отдельным сведениям, в Бороздиновскую переселились некоторые аварцы из Шаройского района.
В 2005 году около 1200 жителей Бороздиновской покинули Чечню и перебрались в палаточный лагерь «Надежда», расположенный близ Кизляра. Среди прибывших в Дагестан людей были сторонники радикальных течений. Они утверждают, что Бороздиновскую напали бойцы батальона «Восток», сформированного из уроженцев Чечни, входившего в 42-ю дивизию Минобороны России и возглавлявшегося Сулимом Ямадаевым.

## Население
| 1878 | 1883 | 1926 | 1990  | 2002  | 2010 | 2012 | 2013 | 2014 |
| ---- | ---- | ---- | ----- | ----- | ---- | ---- | ---- | ---- |
| 852  | ↘834 | ↘733 | ↗1315 | ↘1172 | ↘551 | ↗628 | →628 | ↗639 |
| 2015 | 2016 | 2017 | 2018  | 2019  | 2020 | 2021 | 2023 | 2024 |
| ↗650 | ↗658 | ↘651 | →651  | ↘649  | ↘640 | ↗752 | ↘750 | ↘746 |

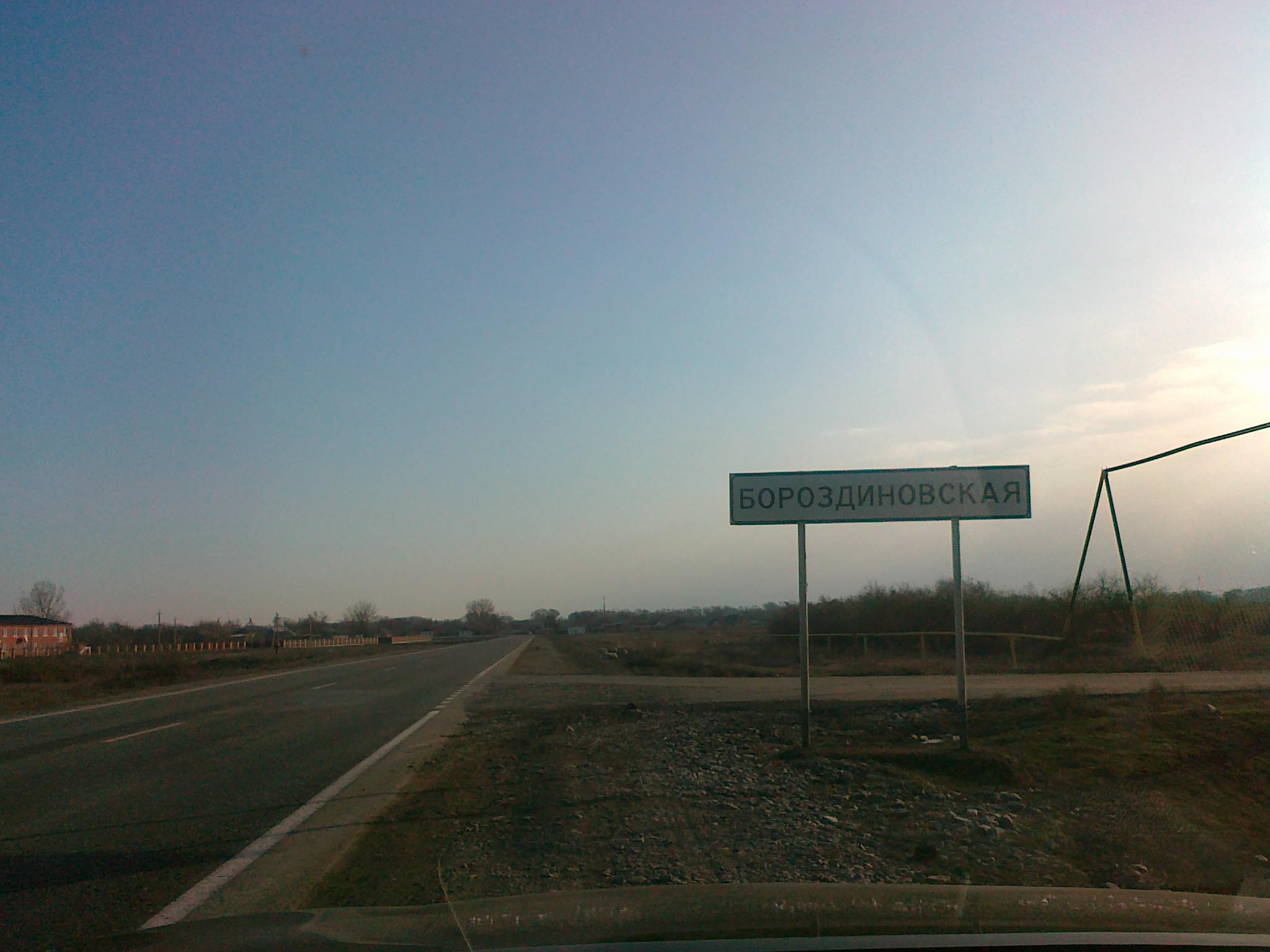
Въезд в станицу Бороздиновская

По данным переписи 2002 года, в станице проживало 1172 человека (550 мужчин и 622 женщины). Согласно официальным данным администрации района, в 2008 году (по состоянию на 1 июля) в станице было зарегистрировано 409 хозяйств и формально проживало 1116 человек.
Национальный состав
По переписи 2002 года 80 % населения составляли аварцы. Перепись 2010 года зафиксировала кардинальное изменение этнического состава населения Бороздиновской:
| № | Национальность | Численность, чел. | Доля   |
| - | -------------- | ----------------- | ------ |
| 1 | чеченцы        | 342               | 62,1 % |
| 2 | аварцы         | 155               | 28,1 % |
| 3 | русские        | 46                | 8,3 %  |
| 4 | другие         | 8                 | 1,5 %  |

## Социальная сфера
В станице действует МБОУ «Бороздиновская средняя общеобразовательная школа». Имеются фельдшерско-акушерский пункт, отделение обязательного медицинского страхования. Сфера досуга представлена сельским домом культуры, библиотекой, есть парк, в котором расположен памятник героям Великой Отечественной войны (находится в неудовлетворительном состоянии — данные за 2010 год).
Связь представлена наличием базовых станций сотовых операторов связи (все операторы «большой тройки» — МТС, Билайн, МегаФон) и почтовым отделением.

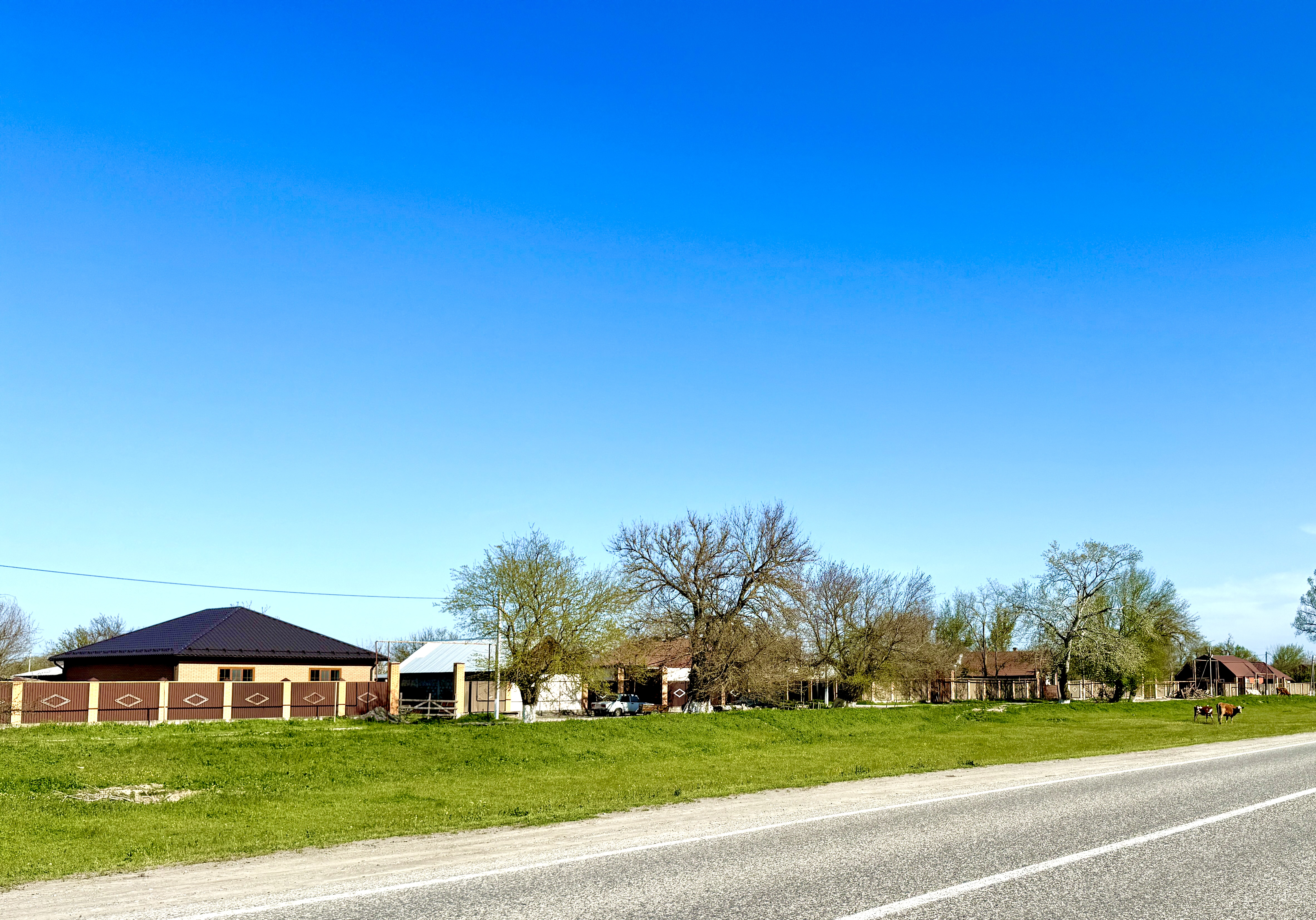
Улица в Бороздиновской.

В станице имеется одна подстанция электроснабжения, через которую Чеченская Республика получает электричество из соседнего Дагестана путём соединения подстанции «Бороздиновская» и подстанции «Кизляр-1». Есть термальная скважина, находящаяся в неудовлетворительном состоянии.